# Pan Americanos Feminino de Hóquei em Patins de 2021
O Campeonato Pan-Americano é uma competição de Hóquei em Patins com as seleções nacionais do continente Americano. Esta competição é organizada pelo World Skate America – Rink Hockey.
Embora esta seja a segunda edição do Torneio Pan-Americano das Nações de acordo com o calendário Mundial de Skate, em ordem cronológica é a nona versão da competição considerando também as participações nos Jogos Pan-americanos, Pré-Pan-americanos e Pan-americanos propriamente ditos.
Devido ao covid 19 o Campeonato do Mundo de Hóquei em Patins na argentina passou para 2022 e a qualificação dos paises Pan Americanos fica setembro em 2021 na Florida nos Estados Unidos.
Nos Seniores Femininos foi chamado o organizador United Florida para compôr uma competição com modelos distintos e possíveis conforme os participantes.
O Chile conquistou o seu segundo titulo de campeão Pan-Americano. 

## Paises participantes
Inicialmente, sete países participaram ; a saber, Argentina, Brasil, Chile, Colômbia, Costa Rica, México e Estados Unidos.
Mas só três foram competir.
 Chile , Colômbia a  United Florida foi convidada a participar.

## Fase Grupo
| Time           | J | V | E | D | GP | GC | SG  | Pts |
| -------------- | - | - | - | - | -- | -- | --- | --- |
| Chile          | 4 | 4 | 0 | 0 | 25 | 4  | +21 | 12  |
| Colômbia       | 4 | 2 | 0 | 2 | 14 | 16 | −2  | 6   |
| United Florida | 4 | 1 | 0 | 3 | 11 | 30 | −19 | 3   |

|                | CHI    | COL   | USA   |
| -------------- | ------ | ----- | ----- |
| Chile          | –      | 4 – 0 | 9 – 0 |
| Colômbia       | 4 - 1  | –     | 7 – 6 |
| United Florida | 0 - 11 | 5 - 3 | –     |

### Final
| 20 novembro | Chile | 5 - 0 | Colômbia |  |
|             |       |       |          |  |

| Pan Americano 2021 |
| ------------------ |
| Chile 2º Titulo    |